# ماهواره ثریا
ماهواره ثریا، یک ماهواره سنجش از راه دور و از سری میکرو ماهواره‌ های تحقیقاتی SRI ساخت پژوهشگاه فضایی ایران است که توسط سازمان فضایی ایران ساخته شده‌است و در ۳۰ دی ۱۴۰۲ توسط نسخه جدید موشک ایرانی قائم ۱۰۰ به مدار نزدیک زمین ارسال شد.

## ویژگی و نحوه کار
این ماهواره با وزن تقریبی ۵۰ کیلوگرم در مدار ۷۵۰ کیلومتری قرار گرفته‌است.

## ماهواره بر
ماهواره‌بر قائم۱۰۰ که قابلیت حمل تا صد کیلوگرم را دارد، در سومین پرتاب آزمایشی خود، این محموله تحقیقاتی با جرم تقریبی۵۰KG را در مدار ۷۵۰KMدایروی قرار داده‌است. قائم از نوع سوخت جامد است که توسط نیروی هوافضای سپاه پاسداران ساخته شده‌است.

## پرتاب
ماهوراه ثریا در تاریخ ۳۰ دی ۱۴۰۳ از پایگاه فضایی شاهرود به فضا پرتاب شد.